# Castet-Arrouy
 Castet-Arrouy  (en occitano Castètharroi) es una población y comuna francesa, ubicada en la región de Mediodía-Pirineos, departamento de Gers, en el distrito de Condom y cantón de Miradoux.

## Demografía
| 163 | 174 | 145 | 133 | 132 | 144 |
| Para los censos de 1962 a 1999 la población legal corresponde a la población sin duplicidades (Fuente: INSEE [Consultar]) |     |     |     |     |     |